# Monastiráki

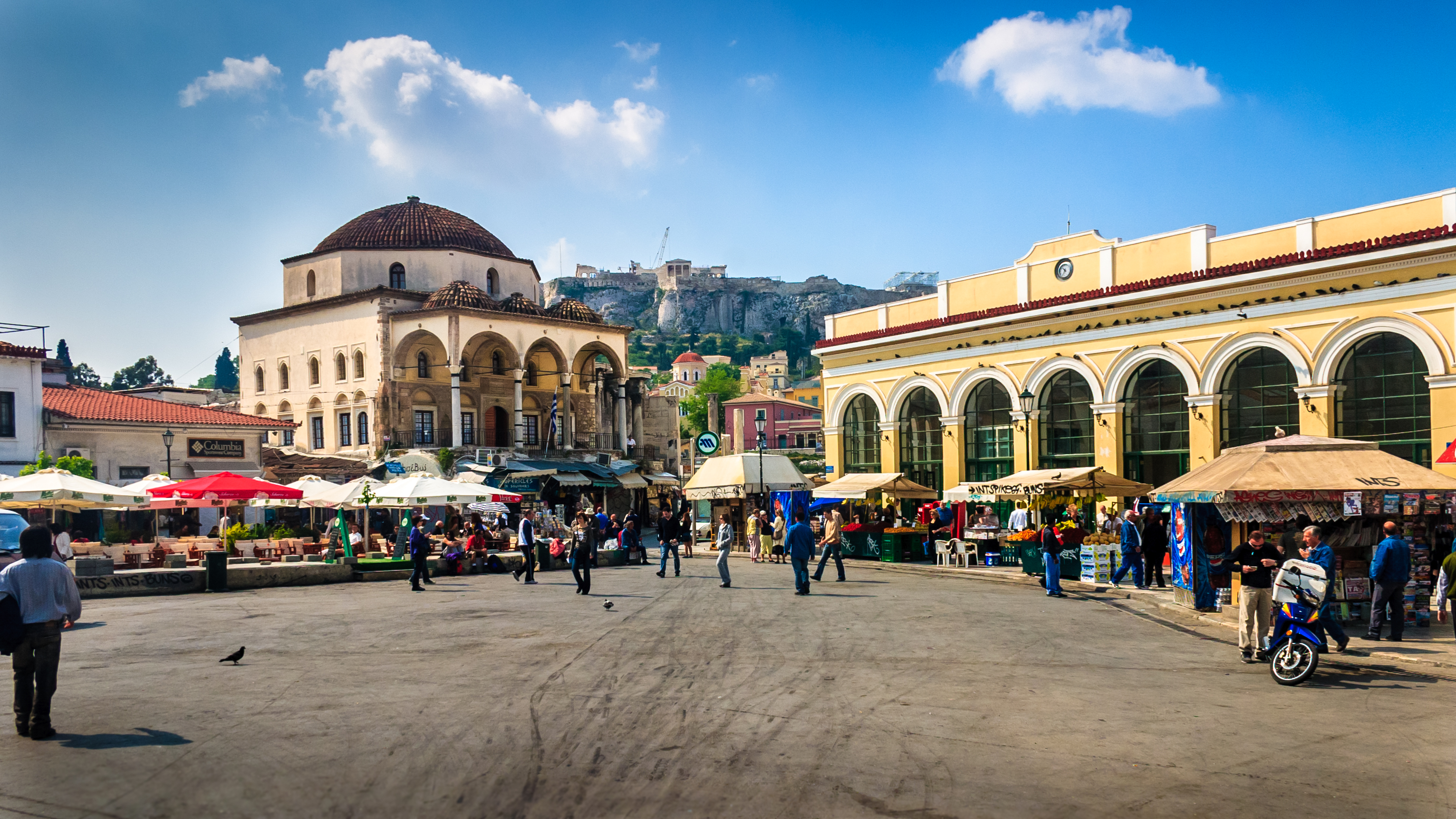
Monastiráki

Monastiráki (Grieks: Μοναστηράκι) is een levendig plein in de Griekse hoofdstad Athene. Monastiráki ligt aan de oostkant van het centrum, aan het uiteinde van de Athinas direct over de winkelstraat Ermou.

## Etymologie
Monastiráki betekent klein klooster. Het plein ontleent zijn naam aan een nonnenklooster uit de 10e eeuw, waarvan alleen de op het plein staande Pantánassa-kerk is overgebleven.

## Bezienswaardigheden

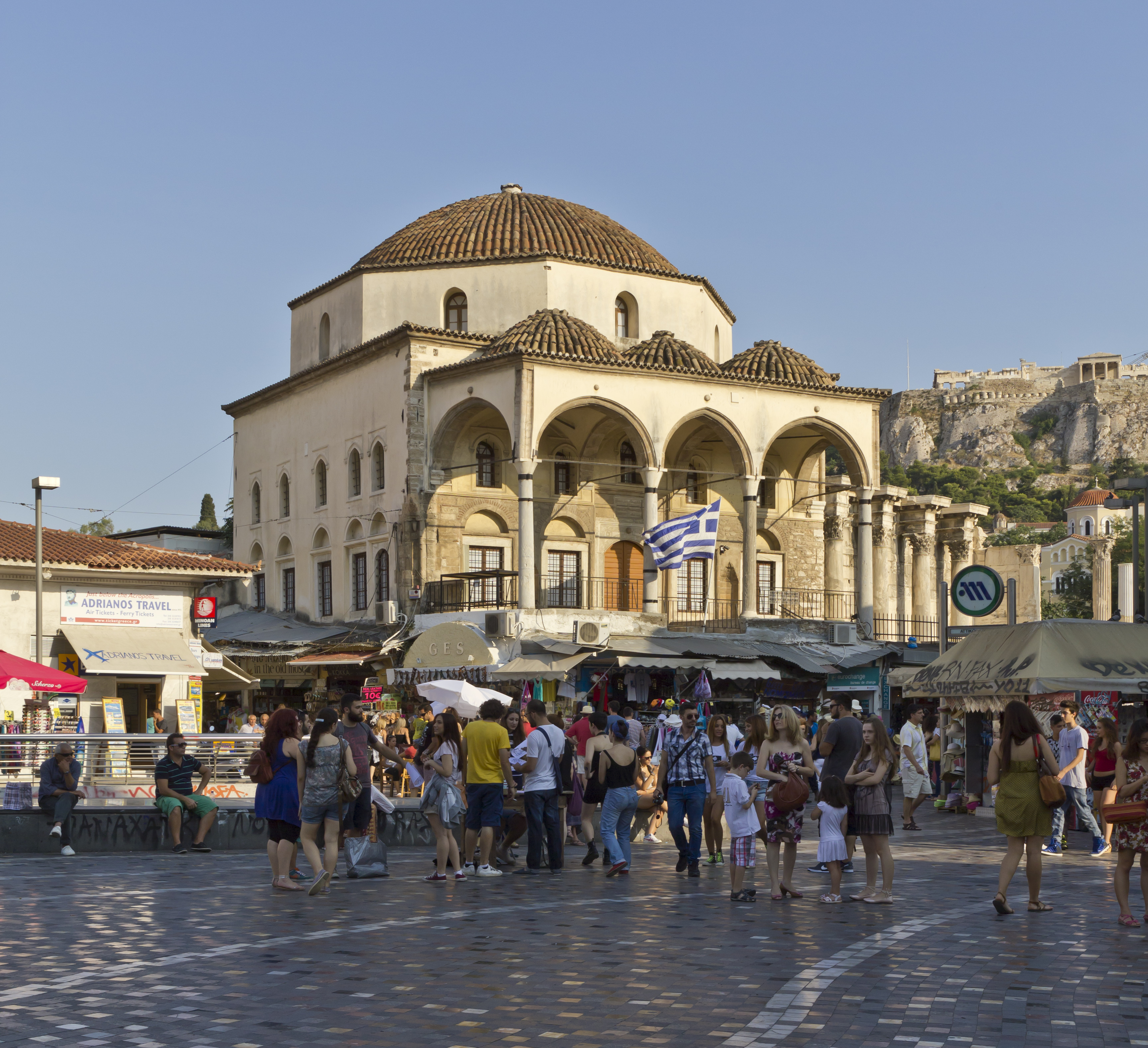
De voormalige moskee of Tzami

De kerk van Pantánassa (Moeder Gods, Beschermster van Allen) staat ook bekend als de Panayía Megálou Monastíriou. Het is een basiliek met drie gangen, drie kolommen tussen de gangen en een elliptische koepel over de centrale gang. Het interieur is rijk versierd maar van weinig artistieke betekenis.
Aan het plein bevindt zich de voormalige Tzisdarakis-moskee. De moskee werd gebouwd in 1759 onder het Ottomaanse bewind. Na de bevrijding van Athene heeft men van de moskee een museum gemaakt. Dat het gebouw geen religieuze betekenis meer heeft, blijkt ook uit de aanwezigheid van enkele winkeltjes direct onder het gebouw. De Atheners noemen de Tzisdarakis-moskee kortweg de Tzami, een vergrieksing van het Arabische woord جامع (djami'a, moskee).

## Metro
Onder Monastiráki bevindt zich het metrostation met dezelfde naam. Hier stoppen de lijnen 1 en 3 van de Atheneense metro.

## Omgeving en verbindingen
Aan de westkant van het plein bevindt zich de vlooienmarkt, in een drukke straat met een groot aantal kleine handelszaken die producten zoals tassen en sportkleding verkopen. Aan de noordkant van Monastiráki ligt de Athinas, welke op Omónia uitkomt. Direct ten zuidoosten van Monastiráki ligt de oude en toeristische volksbuurt Pláka. Vanaf Monastiráki leidt de winkelstraat Ermou naar Sýntagma. Ten zuiden van Monastiraki leidt de Apostólou Pávlou naar de rijkere wijk Thissío.